# عشق یا رفاقت؟
« عشق یا رفاقت؟» تک‌آهنگی از هنرمند اهل کانادا سلین دیون است که در دسامبر ۱۹۸۲ منتشر شد.